# Deniss Šalkauskas
Deniss Šalkauskas (* 1. Dezember 1998) ist ein estnischer Leichtathlet, der im Mittel- und Langstreckenlauf an den Start geht.

## Sportliche Laufbahn
Erste internationale Erfahrungen sammelte Deniss Šalkauskas bei den Crosslauf-Europameisterschaften 2015 in Hyères, bei denen er nach 19:59 min den 82. Platz im U20-Rennen belegte. Im Jahr darauf kam er bei den Crosslauf-Europameisterschaften in Chia nicht ins Ziel und 2017 schied er bei den U20-Europameisterschaften in Grosseto mit 1:54,82 min in der ersten Runde im 800-Meter-Lauf aus. Im Dezember wurde er bei den U20-Europameisterschaften in Šamorín nach 20:44 min auf den 93. Platz. 2023 wurde er bei der 2. Liga der Team-Europameisterschaft im Rahmen der Europaspiele in Chorzów in 3:49,76 min 15. im 1500-Meter-Lauf und im Oktober lief er bei den Straßenlauf-Weltmeisterschaften in Riga nach 4:16,02 min auf dem 29. Platz über die Meile ein. Im Jahr darauf wurde er bei den Crosslauf-Weltmeisterschaften in Belgrad nach 34:45 min 91. im Einzelrennen und im Dezember gelangte er bei den Crosslauf-EM in Antalya nach 24:44 min auf Rang 81.
2024 wurde Šalkauskas estnischer Meister im 1500-Meter-Lauf sowie im 10-km-Straßenlauf. Zudem wurde er 2021 Hallenmeister im 800-Meter-Lauf sowie 2023 über 3000 Meter.

## Persönliche Bestleistungen
- 800 Meter: 1:49,92 min, 14. August 2021 in Valmiera
  - 800 Meter (Halle): 1:50,70 min, 30. Januar 2022 in Tallinn
- 1500 Meter: 3:48,08 min, 27. Mai 2023 in Oordegem
  - 1500 Meter (Halle): 3:48,28 min, 16. Januar 2022 in Tartu
- 3000 Meter: 8:23,97 min, 23. August 2023 in Tartu
  - 3000 Meter (Halle): 8:27,54 min, 29. Januar 2023 in Tallinn
- 10-km-Straßenlauf: 30:44 min, 1. September 2024 in Pärnu